# Lemna gibba
Espèce
Synonymes
- Lemna  cordata Sessé & Moc.
- Lemna  parodiana Giardelli
- Lenticula gibba (L.) Moench
- Lenticula gibbosa Renault
- Limna cordata Sesse & Moc.
- Limna parodiana Giardelli
- Telmatophace gibba (L.) Schleid
- Telmatophace gibbosa (Renault) Montand

Statut de conservation UICN

 LC  : Préoccupation mineure
Lemna gibba, la lentille d’eau bossue, est une espèce de plante aquatique des eaux douces stagnantes de la famille des Araceae et de la sous-famille des Lemnoideae (autrefois, famille des Lemnaceae).

## Description
Lentilles flottant à la surface de l'eau, longues au maximum de 5 mm, à face supérieure légèrement convexe, à face inférieure le plus souvent fortement convexe grâce au développement de cavités aérifères.

## Usages
Certaines espèces sont utilisées en aquariophilie pour épurer l'eau et/ou créer des zones moins éclairées. 
Cette espèce était autrefois consommée par certains porcs. Elle a été étudiée comme source de nourriture pour la pisciculture. Elle a été consommée par l'Homme, comme un légume cuit, par exemple cuite à la poêle, prenant alors selon l'ethnobotaniste François Couplan une saveur agréable.  
En Pologne, jusqu’au début des années 1900, des lentilles (Lemna gibba , tout comme  Lemna minor) étaient cuites avec du beurre et servies avec de la crème ou des œufs. 
Elles sont alors à récolter sur des eaux très propres, car comme la plupart des plantes flottantes et aquatiques (dont la petite fougère flottante Azolla), elles peuvent bioaccumuler de nombreux polluants, au point qu'on peut les utiliser pour dépolluer certains milieux,,,,.